# GIEL (televisieprogramma)
GIEL was een Nederlands televisieprogramma gepresenteerd door Giel Beelen.
In dit televisieprogramma stond muziek en gevaarlijke experimenten centraal, met deze experimenten wil Giel Beelen laten zien hoe gevaarlijk bepaalde dingen kunnen zijn. Ook werden er mensen naakt geïnterviewd.

## Experimenten
- Roetfilter
- Waterboarding
- Stookolie
- Stroomstoot schieten
- Bijen steken
- Varken castreren

## Naakte gasten
- Lange Frans
- Aram van de Rest
- Ellen Ten Damme
- Pierre Wind
- Tygo Gernandt
- Humberto Tan
- Dennis Weening
- Paul de Leeuw

12 steden, 13 ongelukken · Alles draait om geld · Bergen Binnen · Büch's Boeken · Buitenhof ** · Bureau Kruislaan · Cabaret & Co · Comedytrain presenteert · Deadline · Dr. Ellen · Ernstige Delicten · Factor Giel · Gebak van Krul · GIEL · Herexamen · Hoe bestaat het · Hof van Joosten · Hollands Hoop · In goed gezelschap · Is dat eigenlijk wel zo? · Jules Unlimited · Kanniewaarzijn · Kassa · Kassa 3 · Kinderen geen bezwaar · Kinderen voor Kinderen · Kopspijkers · Kun je het al zien? · Het Lagerhuis · Langs de Leeuw · Langs Sint en De Leeuw · De leugen regeert · Lieve Paul · Lieve Paul & Sint · MaDiWoDoVrijdagshow · De Mega Mike & Mega Thomas Show · Mooi! Weer De Leeuw · Mooi! Weer de Sint · Nieuwslicht · NOVA * · Oppassen!!! · Overspel · Panache · PAU!L · PAU!L en Sint! · Pauls Kadoshow · Pauls Puber Kookshow · Pauw & Witteman · Per Seconde Wijzer · Sint & De Leeuw · Shouf Shouf! · The Sopranos · Stellenbosch ** · Studio Spaan · Thank God It's Friday · Twee voor twaalf · Unit 13 · De verrukkelijke 85 · Vroege Vogels TV · Vuurzee · Waltz ** · De Wereld Draait Door · De wereld van Boudewijn Büch · Wie steelt mijn show? · X De Leeuw · Zembla

*: In samenwerking met NPS en NOS     **: In samenwerking met AVROTROS en VPRO